# البعثية (عين العرب)
البعثية قرية سوريّة تتبع إداريّاً لمحافظة حلب منطقة عين العرب ناحية صرين، بلغ تعداد سكانها 306 نسمة حسب التعداد السكاني لعام 2004.